# Johanna Ojala-Niemelä
Pour les articles homonymes, voir Johanna, Ojala et Niemelä.
Johanna Katriina Ojala-Niemelä (née Ojala le 1er octobre 1974 à Muonio) est une femme politique finlandaise.

## Biographie
Johanna Ojala-Niemelä  est élève du lycée de Muonio jusqu'en 1993. 
Elle obtient un diplôme d’économie du commerce extérieur en 1996 de l'école de commerce de Rovaniemi et elle obtient une licence en droit de l'université de Laponie. 
Elle a rang de varatuomari.

## Carrière politique
Depuis 1997, elle est membre du conseil municipal de Rovaniemi,.
Aux élections législatives finlandaises de 2007, elle est élue député avec 6 252 voix dans la circonscription de Laponie.
Aux élections législatives finlandaises de 2011, elle a été réélue pour un deuxième mandat avec 7 052 voix.
Aux élections législatives finlandaises de 2015 elle a été réélue pour un troisième mandat avec 6 248 voix et aux élections législatives finlandaises de  2019 pour un quatrième mandat avec 6 719 voix.